# Aconitum parcifolium
Aconitum parcifolium är en ranunkelväxtart som beskrevs av Q. E. Yang och Z.D. Fang. Aconitum parcifolium ingår i släktet stormhattar, och familjen ranunkelväxter. Inga underarter finns listade i Catalogue of Life.